# Pauselijke Raad
Een Pauselijke Raad was een orgaan van de Romeinse Curie dat na het Tweede Vaticaans Concilie gecreëerd werd om te beantwoorden aan specifieke noden binnen de Rooms-katholieke Kerk die tijdens het concilie geformuleerd waren.
In 1993 werd door een motu proprio van paus Johannes Paulus II de Pauselijke Raad voor de Dialoog met de Niet-Gelovigen samengevoegd met de Pauselijke Raad voor de Cultuur. In 2006 kwam ook de Pauselijke Raad voor de Interreligieuze Dialoog onder de voogdij te staan van de Pauselijke Raad voor de Cultuur maar het jaar nadien werd deze raad door paus Benedictus XVI weer in kracht hersteld.
Op 27 juni 2015 werd de Pauselijke Raad voor de Sociale Communicatiemiddelen geplaatst onder de jurisdictie van het Secretariaat voor Communicatie. In maart 2016 werd deze raad als zelfstandig orgaan opgeheven.
Op 1 september 2016 werden de Pauselijke Raad voor het Gezin en de Pauselijke Raad voor de Leken opgeheven. De taken en bevoegdheden van deze raden werden overgedragen aan de op 15 augustus 2016 ingestelde dicasterie voor Leken, Gezin en Leven.
Op 1 januari 2017 werden de Pauselijke Raad "Cor Unum", de Pauselijke Raad voor het Pastoraat in de Gezondheidszorg, de Pauselijke Raad voor Gerechtigheid en Vrede en de Pauselijke Raad voor Pastorale Zorg van Migranten en Reizigers opgeheven. De taken en bevoegdheden van deze raden werden overgedragen aan de op 17 augustus 2016 ingestelde dicasterie voor de Bevordering van de Gehele Menselijke Ontwikkeling.
Op 5 juni 2022 werden alle resterende pauselijke raden opgeheven, als gevolg van de inwerkingtreding van de apostolische constitutie Praedicate Evangelium. De taken en bevoegdheden van deze raden werden overgedragen aan op dezelfde datum nieuw ingestelde dicasterieën. Deze wijzigingen luidden als volgt:
- de Pauselijke Raad ter Bevordering van de Eenheid van de Christenen werd opgenomen in de Dicasterie voor de Bevordering van de Eenheid van de Christenen;
- de Pauselijke Raad voor de Cultuur werd opgenomen in de Dicasterie voor Cultuur en Onderwijs;
- de Pauselijke Raad voor de Interreligieuze Dialoog werd opgenomen in de Dicasterie voor de Interreligieuze Dialoog;
- de Pauselijke Raad voor de Wetteksten werd opgenomen in de Dicasterie voor de Wetteksten;
- de Pauselijke Raad voor de Bevordering van de Nieuwe Evangelisatie werd opgenomen in de Dicasterie voor de Bevordering van de Eenheid van de Christenen.